# Unione Sportiva Alessandria Calcio 1912 2021-2022
Questa voce raccoglie le informazioni riguardanti l'Unione Sportiva Alessandria Calcio 1912 nelle competizioni ufficiali della stagione 2021-2022.

## Stagione
Nella stagione 2021-2022 il ritorno in serie B dell'Alessandria, risulta più complicato del previsto, dettato da un avvio incerto e da risultati altalenanti. La stagione, proseguita tra alti e bassi, permette comunque ai grigi di lottare costantemente per la salvezza. A sole tre giornate dalla fine, infatti l'Alessandria si presentava con 7 punti di margine sulla retrocessione, e a ridosso della salvezza diretta. Ma un crollo nelle ultime giornate, unito a prestazioni sorprendenti del Vicenza terzultimo, in grado di infilare un filotto di risultati (tra cui una vittoria inattesa contro la capolista Lecce nei minuti di recupero), obbligano i grigi a giocarsi la salvezza l'ultima giornata in casa nello scontro diretto proprio contro i veneti. La sconfitta (0-1), e la contemporanea vittoria del Cosenza, classificano terzultima e direttamente retrocessa la squadra di Longo, tra mille rimpianti. Con gli stessi 34 punti del L.R. Vicenza, ma con peggior saldo negli scontri diretti. Nella Coppa Italia i grigi nel turno preliminare vincono (0-2) a Padova, nei trentaduesimi perdono (3-3) a Marassi con la Sampdoria.

## Divise e sponsor
Lo sponsor tecnico per la stagione 2020-2021 è Adidas, mentre gli sponsor ufficiali sono Y3K (noleggio auto e furgoni) e Valmora (acqua minerale).
| 1ª divisa | 2ª divisa |

## Organigramma societario
Area direttiva
- Presidente: Luca Di Masi

Area organizzativa
- Segretario generale: Stefano Toti
- Segreteria amministrativa: Cristina Bortolini e Federica Rosina
- Delegato alla sicurezza: Stefano Toti
- Responsabile rapporti con la tifoseriea: Mario Di Cianni

Area comunicazione
- Responsabile: Gigi Poggio
- Ufficio stampa: Mauro Risciglione, Michela Amisano e Tino Pastorino
- Speakers stadio: Mirko Daccordo

Area marketing
- Direttore commerciale: Luca Borio
- Addetto commerciale: Federico Vaio

Area tecnica
- Direttore sportivo: Fabio Artico
- Team manager: Filippo Giordanengo
- Allenatore: Moreno Longo
- Allenatore in seconda: Dario Migliaccio
- Preparatore dei portieri: Andrea Servilli
- Preparatore atletico: Paolo Nava
- Recupero infortuni: Francesco Pastorelli
- Magazziniere: Gianfranco Sguaizer

Area sanitaria
- Responsabile medico: Dott. Samuele Vanni
- Medico sociale: Dott. Paolo Gentili, Dott. Giorgio Musiari e Dott. Silvio Testa
- Fisioterapisti: Simone Conti e Andrea Orvieto
- Osteopata: Jacopo Capocchiano

## Rosa
Aggiornata al 19 luglio 2021.
| N. |                    | Ruolo | Calciatore         |
| -- | ------------------ | ----- | ------------------ |
| 1  | Italia (bandiera)  | P     | Lorenzo Crisanto   |
| 3  | Italia (bandiera)  | D     | Luca Coccolo       |
| 4  | Italia (bandiera)  | C     | Riccardo Chiarello |
| 5  | Italia (bandiera)  | D     | Francesco Cosenza  |
| 5  | Italia (bandiera)  | C     | Mirko Gori         |
| 6  | Francia (bandiera) | C     | Abou Ba            |
| 7  | Italia (bandiera)  | D     | Luca Parodi        |
| 8  | Italia (bandiera)  | A     | Gabriel Lunetta    |
| 10 | Italia (bandiera)  | A     | Michele Marconi    |
| 11 | Italia (bandiera)  | A     | Andrea Arrighini   |
| 11 | Italia (bandiera)  | D     | Federico Mattiello |
| 12 | Italia (bandiera)  | P     | Matteo Pisseri     |
| 13 | Italia (bandiera)  | D     | Simone Benedetti   |
| 14 | Italia (bandiera)  | D     | Andrea Beghetto    |
| 16 | Italia (bandiera)  | C     | Mirko Bruccini     |
| 16 | Italia (bandiera)  | C     | Diego Fabbrini     |
| 17 | Italia (bandiera)  | C     | Mattia Mustacchio  |
| 18 | Italia (bandiera)  | A     | Simone Corazza     |

| N. |                    | Ruolo | Calciatore         |
| -- | ------------------ | ----- | ------------------ |
| 19 | Italia (bandiera)  | D     | Giuseppe Prestia   |
| 20 | Italia (bandiera)  | A     | Francesco Orlando  |
| 21 | Italia (bandiera)  | C     | Federico Casarini  |
| 22 | Italia (bandiera)  | P     | Michele Cerofolini |
| 23 | Italia (bandiera)  | D     | Simone Sini        |
| 25 | Italia (bandiera)  | D     | Edoardo Pierozzi   |
| 26 | Italia (bandiera)  | C     | Andrea Palazzi     |
| 29 | Italia (bandiera)  | A     | Simone Palombi     |
| 30 | Italia (bandiera)  | D     | Matteo Di Gennaro  |
| 31 | Italia (bandiera)  | D     | Gabriele Bellodi   |
| 33 | Italia (bandiera)  | P     | Alessandro Russo   |
| 35 | Italia (bandiera)  | C     | Mauro Ghiozzi      |
| 36 | Italia (bandiera)  | C     | Matteo Gerace      |
| 44 | Italia (bandiera)  | D     | Valerio Mantovani  |
| 62 | Italia (bandiera)  | C     | Tommaso Milanese   |
| 72 | Albania (bandiera) | A     | Aristidi Kolaj     |
| 77 | Italia (bandiera)  | D     | Christian Celesia  |

## Calciomercato

### Sessione estiva
| Acquisti | Acquisti            | Acquisti    | Acquisti                         |
| R.       | Nome                | da          | Modalità                         |
| -------- | ------------------- | ----------- | -------------------------------- |
| P        | Alessandro Russo    | Sassuolo    | prestito                         |
| D        | Andrea Beghetto     | Pisa        | prestito                         |
| D        | Simone Benedetti    | Pisa        | definitivo                       |
| D        | Edoardo Blondet     | Livorno     | fine prestito                    |
| D        | Christian Celesia   | Torino      | prestito                         |
| D        | Valerio Mantovani   | Salernitana | prestito                         |
| D        | Stefano Scognamillo | Catanzaro   | fine prestito                    |
| D        | Edoardo Pierozzi    | Fiorentina  | definitivo                       |
| C        | Abou Ba             | Nantes      | prestito con diritto di riscatto |
| C        | Tommaso Milanese    | Roma        | prestito                         |
| C        | Andrea Palazzi      | Monza       | definitivo                       |
| A        | Aristidi Kolaj      | Sassuolo    | definitivo                       |
| A        | Gabriel Lunetta     | Atalanta    | prestito                         |
| A        | Michele Marconi     | Pisa        | definitivo                       |
| A        | Francesco Orlando   | Salernitana | prestito                         |
| A        | Simone Palombi      | Lazio       | definitivo                       |

| Cessioni | Cessioni             | Cessioni     | Cessioni      |
| R.       | Nome                 | a            | Modalità      |
| -------- | -------------------- | ------------ | ------------- |
| P        | Luca Crosta          |              | svincolato    |
| D        | Edoardo Blondet      | Fermana      | definitivo    |
| D        | Raffaele Celia       | Sassuolo     | fine prestito |
| D        | Alessandro Macchioni | Pro Vercelli | definitivo    |
| D        | Cristian Mora        | Atalanta     | fine prestito |
| D        | Matteo Rubin         | Reggina      | fine prestito |
| D        | Stefano Scognamillo  | Catanzaro    | definitivo    |
| C        | Davide Di Quinzio    | Pisa         | definitivo    |
| C        | Alessandro Gazzi     |              | ritiro        |
| C        | Francesco Giorno     | Triestina    | prestito      |
| A        | Umberto Eusepi       | Juve Stabia  | prestito      |
| A        | Marco Frediani       | Fermana      | definitivo    |
| A        | Francesco Stanco     | Imolese      | fine prestito |

### Sessione invernale(dal 3/1 al 31/1)
| Acquisti | Acquisti           | Acquisti   | Acquisti                         |
| D        | Nome               | da         | Modalità                         |
| -------- | ------------------ | ---------- | -------------------------------- |
| P        | Michele Cerofolini | Fiorentina | prestito                         |
| D        | Luca Coccolo       | Juventus   | prestito                         |
| D        | Federico Mattiello | Atalanta   | prestito                         |
| C        | Diego Fabbrini     | Ascoli     | prestito con diritto di riscatto |
| C        | Mirko Gori         | Frosinone  | prestito                         |

| Cessioni | Cessioni          | Cessioni    | Cessioni      |
| R.       | Nome              | a           | Modalità      |
| -------- | ----------------- | ----------- | ------------- |
| P        | Alessandro Russo  | Sassuolo    | fine prestito |
| D        | Andrea Beghetto   | Pisa        | fine prestito |
| D        | Christian Celesia | Torino      | fine prestito |
| D        | Francesco Cosenza | Piacenza    | definitivo    |
| D        | Simone Sini       | Renate      | prestito      |
| C        | Mirko Bruccini    | Mantova     | definitivo    |
| C        | Matteo Gerace     | Fiorenzuola | definitivo    |
| A        | Andrea Arrighini  | Reggiana    | definitivo    |

## Risultati

### Serie B

#### Girone di andata
| Arbitro: | Di Bello (Brindisi) |

|                                                                |           |                             |
| R. Insigne 23’ (rig.) Parodi 45’ (aut.) Foulon 48’ Improta 55’ | Marcatori | 6’, 40’, 83’ (rig.) Corazza |

| Arbitro: | Cosso (Reggio Calabria) |

|                |           |  |
| Lucca 80’, 85’ | Marcatori |  |

| Arbitro: | Fourneau (Roma) |

|             |           |                                      |
| Corazza 73’ | Marcatori | 55’ Léris 69’ Jagiełło 90+3’ Palacio |

| Arbitro: | Giacomelli (Trieste) |

|                                   |           |                    |
| Tuia 12’ Rodríguez 87’ Coda 90+6’ | Marcatori | 15’ Corazza 56’ Ba |

| Arbitro: | Minelli (Varese) |

|             |           |                                         |
| Palombi 68’ | Marcatori | 11’ Dionisi 38’ Botteghin 58’ Collocolo |

| Arbitro: | Marini (Roma) |

|             |           |             |
| De Luca 14’ | Marcatori | 17’ Prestia |

| Arbitro: | Fabbri (Ravenna) |

|                |           |  |
| Di Gennaro 78’ | Marcatori |  |

| Arbitro: | Pezzuto (Lecce) |

|                            |           |  |
| Bellemo 48’ Parigini 90+5’ | Marcatori |  |

| Arbitro: | Santoro (Messina) |

|           |           |  |
| Kolaj 45’ | Marcatori |  |

| Arbitro: | Cosso (Reggio Calabria) |

|               |           |                   |
| Chiarello 54’ | Marcatori | 90+7’ Charpentier |

| Arbitro: | Gariglio (Pinerolo) |

|            |           |  |
| Colpani 6’ | Marcatori |  |

| Arbitro: | Camplone (Pescara) |

|  |           |                        |
|  | Marcatori | 15’, 42’ A. Donnarumma |

| Arbitro: | Marcenaro (Genova) |

|                          |           |                                         |
| Mancosu 21’ Dickmann 28’ | Marcatori | 23’ Chiarello 34’ Corazza 38’ Arrighini |

| Arbitro: | Volpi (Arezzo) |

|                |           |  |
| Mustacchio 49’ | Marcatori |  |

| Arbitro: | Marchetti (Ostia Lido) |

|                           |           |  |
| Pinato 15’ Folorunsho 61’ | Marcatori |  |

| Arbitro: | Ayroldi (Molfetta) |

|  |           |         |
|  | Marcatori | 2’ Vita |

| Arbitro: | Camplone (Pescara) |

|  |           |                                          |
|  | Marcatori | 31’ (rig.), 53’ Corazza 43’, 84’ Lunetta |

| Arbitro: | Manganiello (Pinerolo) |

|  |           |                                |
|  | Marcatori | 31’ Fr. Vázquez 42’ Benedyczak |

| Arbitro: | Aureliano (Bologna) |

|               |           |               |
| Diaw 26’, 77’ | Marcatori | 44’ Chiarello |

#### Girone di ritorno
| Arbitro: | Rapuano (Rimini) |

|                           |           |  |
| Lunetta 38’ Chiarello 54’ | Marcatori |  |

| Arbitro: | Pezzuto (Lecce) |

|                       |           |                        |
| M. Marconi 36’ (rig.) | Marcatori | 43’ (rig.) Torregrossa |

| Arbitro: | Paterna (Teramo) |

|           |           |             |
| Moreo 90’ | Marcatori | 69’ Corazza |

| Arbitro: | Manganiello (Pinerolo) |

|                |           |          |
| Di Gennaro 50’ | Marcatori | 82’ Coda |

| Arbitro: | Miele (Nola) |

|                                     |           |  |
| Šarić 29’ Bidaoui 54’ Botteghin 71’ | Marcatori |  |

| Arbitro: | Piccinini (Forlì) |

|               |           |                            |
| Mantovani 20’ | Marcatori | 82’ Olivieri 82’ Falzerano |

| Arbitro: | Mariani (Aprilia) |

|                                   |           |                |
| Camporese 60’ Larrivey 81’ (rig.) | Marcatori | 29’ Di Gennaro |

| Arbitro: | Meraviglia (Pistoia) |

|              |           |               |
| Casarini 87’ | Marcatori | 41’ La Gumina |

| Crotone 6 marzo 2022, ore 15:30 CET 28ª giornata | Crotone       | 0 – 0 referto | Alessandria | Stadio Ezio Scida (1 918 spett.)\| Arbitro: \| Marini (Roma) \| |
| Arbitro:                                         | Marini (Roma) |               |             |                                                                 |

| Arbitro: | Colombo (Como) |

|                                      |           |  |
| Barišić 37’ Zerbin 74’ Canotto 90+1’ | Marcatori |  |

| Arbitro: | Camplone (Pescara) |

|  |           |                                               |
|  | Marcatori | 41’ (aut.) Di Gennaro 62’ Ciurria 90’ Gytkjær |

| Arbitro: | Abbattista (Molfetta) |

|                                        |           |  |
| Celli 11’ Mazzocchi 79’ Martella 90+1’ | Marcatori |  |

| Arbitro: | Sozza (Seregno) |

|                            |           |                            |
| Corazza 18’ M. Marconi 81’ | Marcatori | 32’ Capradossi 50’ Viviani |

| Arbitro: | Pezzuto (Lecce) |

|                           |           |             |
| Strizzolo 28’ Gaetano 47’ | Marcatori | 49’ Palombi |

| Arbitro: | Marini (Roma 1) |

|                             |           |  |
| M. Marconi 30’ Milanese 52’ | Marcatori |  |

| Arbitro: | Giua (Olbia) |

|              |           |                  |
| Mazzocco 81’ | Marcatori | 26’, 32’ Corazza |

| Alessandria 25 aprile 2022, ore 15:00 CEST 36ª giornata | Alessandria         | 0 – 0 referto | Reggina | Stadio Giuseppe Moccagatta (4 783 spett.)\| Arbitro: \| Gariglio (Pinerolo) \| |
| Arbitro:                                                | Gariglio (Pinerolo) |               |         |                                                                                |

| Arbitro: | Paterna (Teramo) |

|                             |           |                             |
| Cobbaut 43’ Fr. Vázquez 58’ | Marcatori | 17’ Palombi 81’ E. Pierozzi |

| Arbitro: | Chiffi (Padova) |

|  |           |             |
|  | Marcatori | 23’ De Maio |

### Coppa Italia
| Arbitro: | Minelli (Varese) |

|  |           |                           |
|  | Marcatori | 102’ Corazza 106’ Orlando |

| Arbitro: | Colombo (Como) |

|                                             |           |                                 |
| Quagliarella 28’ Gabbiadini 47’ Thorsby 52’ | Marcatori | 8’ Chiarello 45’ (rig.) Corazza |